# László Listi
László Listi de Köpcsény et Jánosháza (Sibiu, 1628 – Vienna, 16 febbraio 1662) è stato un poeta ungherese.
Autore del Marte Magiaro (1653), opera sulla battaglia di Mohács, fu condannato a morte in quanto falsario, benché di origini nobili.